# Liste des voies du 1er arrondissement de Paris
Cet article donne une liste des voies du 1er arrondissement de Paris, en France.

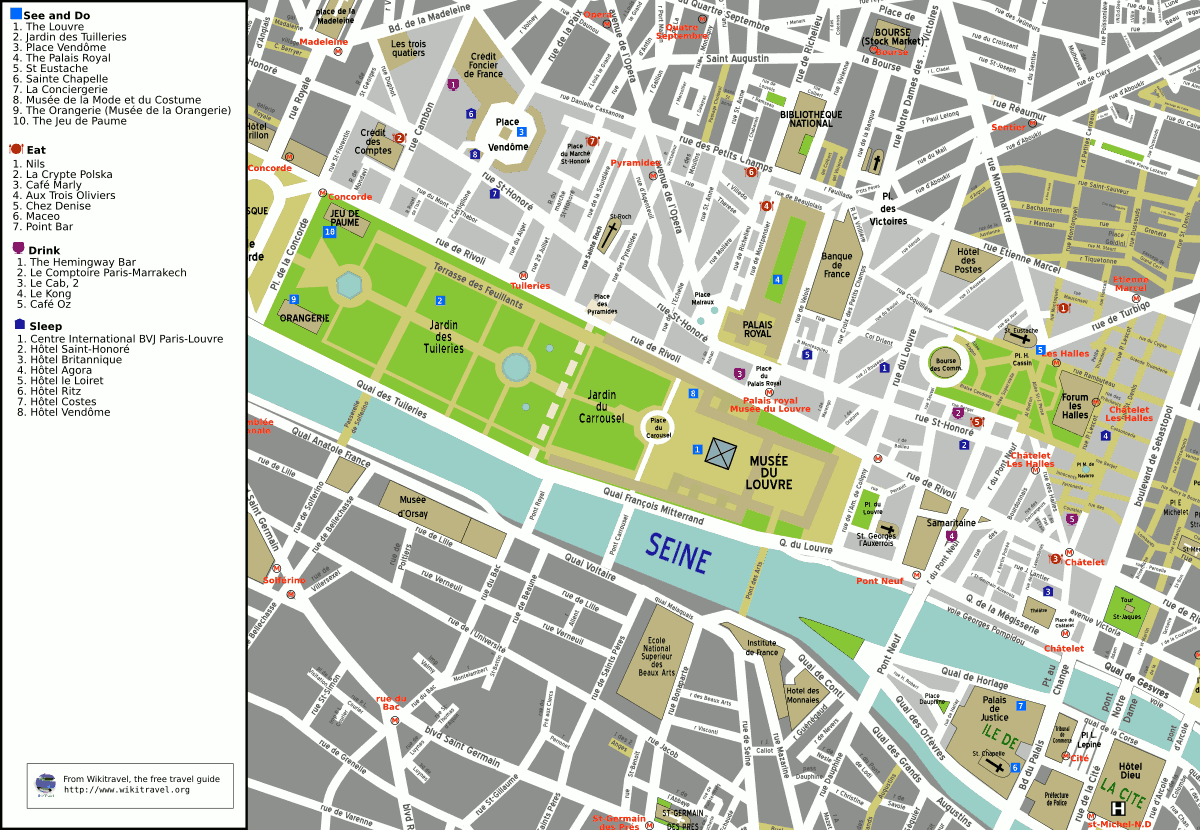
Plan du 1er arrondissement de Paris.

## Liste

### Voies standards

#### A
- Haut – A
- B
- C
- D
- E
- F
- G
- H
- I
- J
- K
- L
- M
- N
- O
- P
- Q
- R
- S
- T
- U
- V
- W
- X
- Y
- Z

- Voie A/1 (Voie sans nom de Paris)
- Voie AB/1 (Voie sans nom de Paris)
- Voie AD/1 (Voie sans nom de Paris)
- Rue Adolphe-Jullien
- Voie AE/1 (Voie sans nom de Paris)
- Quai Aimé-Césaire
- Rue d'Alger
- Rue de l'Amiral-de-Coligny
- Allée André-Breton
- Place André-Malraux
- Passage Antoine-Carême
- Rue de l'Arbre-Sec
- Rue d'Argenteuil
- Pont des Arts

#### B
- Haut – A
- B
- C
- D
- E
- F
- G
- H
- I
- J
- K
- L
- M
- N
- O
- P
- Q
- R
- S
- T
- U
- V
- W
- X
- Y
- Z

- Rue Baillet
- Rue Bailleul
- Allée Baltard
- Rue Baltard
- Rue Basse
- Passage de Beaujolais
- Rue de Beaujolais
- Rue Berger
- Rue Bertin-Poirée
- Rue des Bons-Enfants
- Rue Boucher
- Rue du Bouloi
- Impasse des Bourdonnais
- Rue des Bourdonnais

#### C
- Haut – A
- B
- C
- D
- E
- F
- G
- H
- I
- J
- K
- L
- M
- N
- O
- P
- Q
- R
- S
- T
- U
- V
- W
- X
- Y
- Z

- Voie C/1 (Voie sans nom de Paris)
- Rue Cambon
- Rue des Capucines
- Place du Carrousel
- Pont du Carrousel
- Rue de Castiglione
- Rue Catinat
- Pont au Change
- Place du Châtelet

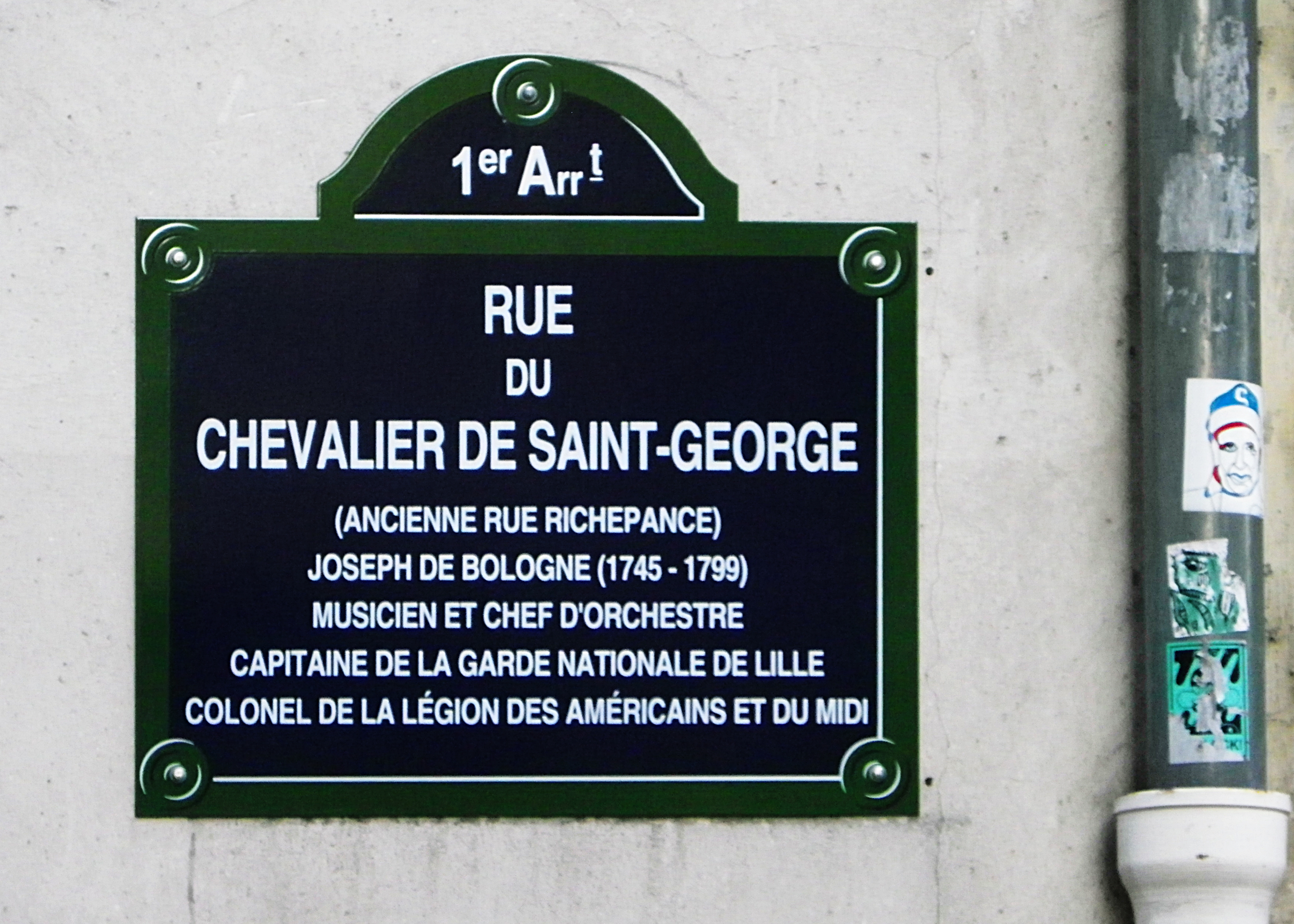
Plaque de la rue du Chevalier-de-Saint-George.

- Rue du Chevalier-de-Saint-George (anciennement rue Richepance)
- Rue Clémence-Royer
- Place Colette
- Rue du Colonel-Driant
- Passage de la Canopée
- Rue Coq-Héron
- Rue Coquillière
- Rue de la Cossonnerie
- Rue Courtalon
- Rue Croix-des-Petits-Champs
- Rue du Cygne

#### D
- Haut – A
- B
- C
- D
- E
- F
- G
- H
- I
- J
- K
- L
- M
- N
- O
- P
- Q
- R
- S
- T
- U
- V
- W
- X
- Y
- Z

- Voie D/1 (Voie sans nom de Paris)
- Rue Danielle-Casanova
- Place Dauphine
- Rue des Déchargeurs
- Rue des Deux-Boules
- Place des Deux-Écus
- Passage des Deux-Pavillons
- Rue Duphot

#### E
- Haut – A
- B
- C
- D
- E
- F
- G
- H
- I
- J
- K
- L
- M
- N
- O
- P
- Q
- R
- S
- T
- U
- V
- W
- X
- Y
- Z

- Voie E/1 (Voie sans nom de Paris)
- Rue de l'Échelle
- Place de l'École
- Rue Édouard-Colonne
- Allée Elsa-Triolet
- Rue Étienne-Marcel

#### F
- Haut – A
- B
- C
- D
- E
- F
- G
- H
- I
- J
- K
- L
- M
- N
- O
- P
- Q
- R
- S
- T
- U
- V
- W
- X
- Y
- Z

- Voie F/1 (Voie sans nom de Paris)
- Allée Federico-Garcia-Lorca
- Cour des Fermes
- Rue de la Ferronnerie
- Rue Française
- Quai François-Mitterrand

#### G
- Haut – A
- B
- C
- D
- E
- F
- G
- H
- I
- J
- K
- L
- M
- N
- O
- P
- Q
- R
- S
- T
- U
- V
- W
- X
- Y
- Z

- Avenue du Général-Lemonnier
- Voie Georges-Pompidou
- Impasse Gomboust
- Rue Gomboust
- Rue de la Grande-Truanderie

#### H
- Haut – A
- B
- C
- D
- E
- F
- G
- H
- I
- J
- K
- L
- M
- N
- O
- P
- Q
- R
- S
- T
- U
- V
- W
- X
- Y
- Z

- Voie H/1 (Voie sans nom de Paris)
- Rue des Halles
- Rue de Harlay
- Rue Henri-Robert
- Place Henri-Salvador
- Rue Herold
- Quai de l'Horloge
- Passage Hulot

#### I
- Haut – A
- B
- C
- D
- E
- F
- G
- H
- I
- J
- K
- L
- M
- N
- O
- P
- Q
- R
- S
- T
- U
- V
- W
- X
- Y
- Z

- Voie I/1 (Voie sans nom de Paris)
- Rue des Innocents

#### J
- Haut – A
- B
- C
- D
- E
- F
- G
- H
- I
- J
- K
- L
- M
- N
- O
- P
- Q
- R
- S
- T
- U
- V
- W
- X
- Y
- Z

- Voie J/1 (Voie sans nom de Paris)
- Passage des Jacobins
- Rue Jean-Jacques-Rousseau
- Rue Jean-Lantier
- Rue Jean-Tison
- Place Joachim-du-Bellay
- Rue du Jour
- Allée Jules-Supervielle

#### K
- Haut – A
- B
- C
- D
- E
- F
- G
- H
- I
- J
- K
- L
- M
- N
- O
- P
- Q
- R
- S
- T
- U
- V
- W
- X
- Y
- Z

- Voie K/1 (Voie sans nom de Paris)

#### L
- Haut – A
- B
- C
- D
- E
- F
- G
- H
- I
- J
- K
- L
- M
- N
- O
- P
- Q
- R
- S
- T
- U
- V
- W
- X
- Y
- Z

- Rue de La Sourdière
- Rue La Feuillade
- Rue La Vrillière
- Rue des Lavandières-Sainte-Opportune
- Passerelle Léopold-Sédar-Senghor
- Place du Lieutenant-Henri-Karcher
- Passage des Lingères
- Rue de la Lingerie
- Rue des Lombards
- Allée Louis-Aragon
- Place du Louvre
- Port du Louvre
- Quai du Louvre
- Rue du Louvre

#### M
- Haut – A
- B
- C
- D
- E
- F
- G
- H
- I
- J
- K
- L
- M
- N
- O
- P
- Q
- R
- S
- T
- U
- V
- W
- X
- Y
- Z

- Voie M/1 (Voie sans nom de Paris)
- Boulevard de la Madeleine
- Place du Marché-Saint-Honoré
- Rue du Marché-Saint-Honoré
- Rue de Marengo
- Place Marguerite-de-Navarre
- Rue Martha-Graham
- Rue Mauconseil
- Place Maurice-Barrès
- Place Maurice-Quentin
- Rue Marie-de-France
- Quai de la Mégisserie
- Place Mireille
- Rue Molière
- Passage Mondétour
- Rue Mondétour
- Rue de Mondovi
- Rue de la Monnaie
- Rue Montesquieu
- Rue Montmartre
- Rue Montorgueil
- Rue de Montpensier
- Rue du Mont-Thabor
- Rue des Moulins

#### N
- Haut – A
- B
- C
- D
- E
- F
- G
- H
- I
- J
- K
- L
- M
- N
- O
- P
- Q
- R
- S
- T
- U
- V
- W
- X
- Y
- Z

- Voie N/1 (Voie sans nom de Paris)
- Jardin Nelson-Mandela
- Galerie de Nemours
- Rue des Négociants
- Pont Neuf

#### O
- Haut – A
- B
- C
- D
- E
- F
- G
- H
- I
- J
- K
- L
- M
- N
- O
- P
- Q
- R
- S
- T
- U
- V
- W
- X
- Y
- Z

- Avenue de l'Opéra
- Rue de l'Oratoire
- Quai des Orfèvres
- Rue des Orfèvres
- Rue de l'Orient-Express

#### P
- Haut – A
- B
- C
- D
- E
- F
- G
- H
- I
- J
- K
- L
- M
- N
- O
- P
- Q
- R
- S
- T
- U
- V
- W
- X
- Y
- Z

- Boulevard du Palais
- Place du Palais-Royal
- Place Paul-et-Marcelle-Vergara
- Rue du Pélican
- Rue Perrault
- Passage du Perron
- Rue de la Petite-Truanderie
- Rue des Petits-Champs
- Place Pierre-Emmanuel
- Rue Pierre-Lescot
- Rue du Plat-d'Étain
- Place du Pont-Neuf
- Rue du Pont-Neuf
- Passage Potier
- Rue des Prêcheurs
- Rue des Prêtres-Saint-Germain-l'Auxerrois
- Rue des Prouvaires
- Place des Pyramides
- Rue des Pyramides

#### Q
- Haut – A
- B
- C
- D
- E
- F
- G
- H
- I
- J
- K
- L
- M
- N
- O
- P
- Q
- R
- S
- T
- U
- V
- W
- X
- Y
- Z

- Voie Q/1 (Voie sans nom de Paris)

#### R

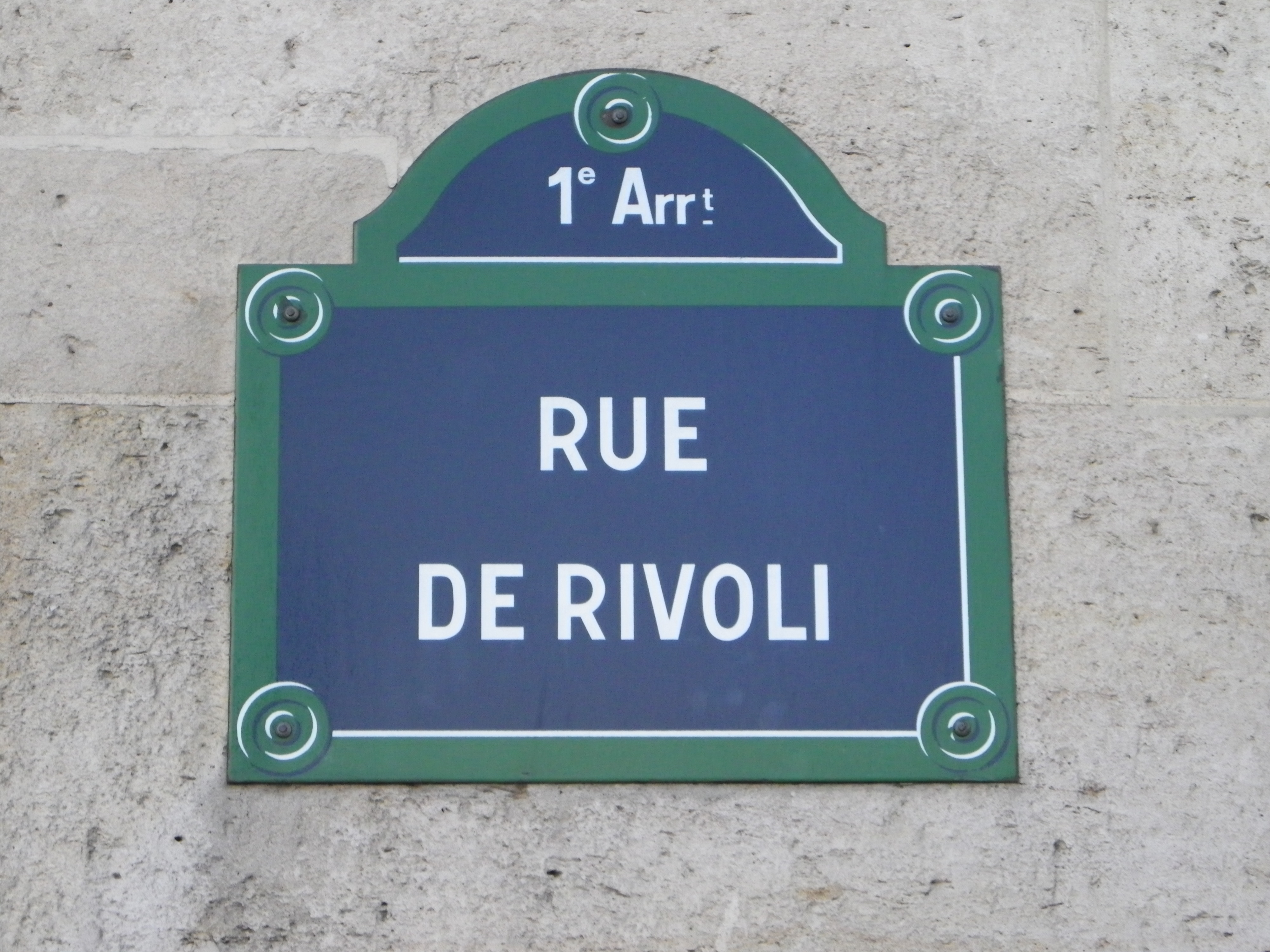
Plaque de la rue de Rivoli.

- Haut – A
- B
- C
- D
- E
- F
- G
- H
- I
- J
- K
- L
- M
- N
- O
- P
- Q
- R
- S
- T
- U
- V
- W
- X
- Y
- Z

- Rue Radziwill
- Rue Rambuteau
- Passage de la Reine-de-Hongrie
- Place René-Cassin
- Rue de La Reynie
- Passage de Richelieu
- Rue de Richelieu
- Rue de Rivoli
- Rue de Rohan
- Rue Rouget-de-L'Isle
- Rue du Roule
- Pont Royal

#### S
- Haut – A
- B
- C
- D
- E
- F
- G
- H
- I
- J
- K
- L
- M
- N
- O
- P
- Q
- R
- S
- T
- U
- V
- W
- X
- Y
- Z

- Rue Saint-Denis
- Rue Sainte-Anne
- Place Sainte-Opportune
- Rue Sainte-Opportune
- Impasse Saint-Eustache
- Rue Saint-Florentin
- Rue Saint-Germain-l'Auxerrois
- Rue Saint-Honoré
- Rue Saint-Hyacinthe
- Allée Saint-John-Perse
- Pont Saint-Michel
- Passage Saint-Roch
- Rue Saint-Roch
- Rue Sauval
- Boulevard de Sébastopol
- Port de Solférino

#### T
- Haut – A
- B
- C
- D
- E
- F
- G
- H
- I
- J
- K
- L
- M
- N
- O
- P
- Q
- R
- S
- T
- U
- V
- W
- X
- Y
- Z

- Rue Thérèse
- Impasse des Trois-Visages
- Port des Tuileries
- Quai des Tuileries
- Rue de Turbigo

#### V
- Haut – A
- B
- C
- D
- E
- F
- G
- H
- I
- J
- K
- L
- M
- N
- O
- P
- Q
- R
- S
- T
- U
- V
- W
- X
- Y
- Z

- Voie V/1 (Voie sans nom de Paris)
- Place de Valois
- Rue de Valois
- Rue Vauvilliers
- Cour Vendôme
- Place Vendôme
- Rue de Ventadour
- Passage Vérité
- Galerie Véro-Dodat
- Rue de Viarmes
- Place des Victoires
- Avenue Victoria
- Rue Villedo
- Rue du Vingt-Neuf-Juillet
- Rue Vivienne

#### W
- Haut – A
- B
- C
- D
- E
- F
- G
- H
- I
- J
- K
- L
- M
- N
- O
- P
- Q
- R
- S
- T
- U
- V
- W
- X
- Y
- Z

- Voie W/1 (Voie sans nom de Paris)

### Z
- Voie Z/1 (Voie sans nom de Paris)

### Palais-Royal
- Haut – A
- B
- C
- D
- E
- F
- G
- H
- I
- J
- K
- L
- M
- N
- O
- P
- Q
- R
- S
- T
- U
- V
- W
- X
- Y
- Z

Les voies suivantes sont piétonnes et font partie du Palais-Royal :
- Galerie de Beaujolais
- Galerie de Chartres
- Galerie de la Cour-d'Honneur
- Galerie du Jardin
- Galerie de Montpensier
- Galerie de Nemours
- Galerie d'Orléans
- Galerie des Proues
- Galerie du Théâtre-Français
- Galerie de Valois
- Passage de la Cour-des-Fontaines
- Passage de Montpensier
- Passage du Perron
- Passage de Valois
- Péristyle de Beaujolais
- Péristyle de Chartres
- Péristyle de Joinville
- Péristyle de Montpensier
- Péristyle de Valois

### Forum des Halles
- Haut – A
- B
- C
- D
- E
- F
- G
- H
- I
- J
- K
- L
- M
- N
- O
- P
- Q
- R
- S
- T
- U
- V
- W
- X
- Y
- Z

Les voies suivantes sont publiques, piétonnes et souterraines et sont situées dans le forum des Halles :
- Balcon Saint-Eustache
- Grand Balcon
- Passage de la Canopée
- Passage de la Réale
- Passage des Verrières
- Patio-place Pina-Bausch
- Place Basse
- Place Carrée
- Place de la Rotonde
- Porte Berger
- Porte Lescot
- Porte du Jour
- Porte du Louvre
- Porte Marguerite-de-Navarre
- Porte du Pont-Neuf
- Porte Rambuteau
- Porte Saint-Eustache
- Rue de l'Arc-en-Ciel
- Rue Basse
- Rue des Bons-Vivants
- Rue de la Boucle
- Rue Brève
- Rue du Cinéma (anciennement Grande-Galerie)
- Rue de l'Équerre-d'Argent
- Rue de l'Oculus
- Rue de l'Orient-Express
- Rue des Piliers
- Rue des Négociants
- Rue Poquelin
- Rue Pirouette
- Terrasse Lautréamont